# Black Millenium (Grimly Reborn)
A Black Millenium (Grimly Reborn) a francia egyszemélyes black metal zenekar Mütiilation visszatérő, második nagylemeze. 2001-ben lett kiadva a Drakkar Productions kiadó által.
A zenekar létrehozója, Meyhna'ch 1996-ban abbahagyta a munkát a Mütiilation-nel, miután kiutasították a francia black metal mozgalomból. Majd 1999-ben a Drakkar Productions kiadta az első válogatásalbumát, a Remains of a Ruined, Dead, Cursed Soul-t. A zenekar 2000-ben visszatért a New False Prophet EP-vel, majd megjelent a Black Millenium (Grimly Reborn).
Az album 3000 példányszámra korlátozva lett kiadva, CD formátumban. 2010-ben a Dark Adversary Productions újra kiadta az albumot, egy más borítóval, 1000 példányszámban.

## Számlista
Az album kilenc számot és öt bónusz számot tartalmaz, amik élő koncerten lettek felvéve.
1. "The Eggs of Melancholy" (5:20)
2. "New False Prophet" (6:59)
3. "The Hanged Priest" (5:12)
4. "Inferi ira ductus" (3:53)
5. "Curse My Funeral" (5:16)
6. "A Dream" (2:00)
7. "Black Millenium" (5:00)
8. "No Mercy for Humans" (4:19)
9. "Black as Lead and Death" (5:22)

Bónusz számok
1. "New False Prophet" (6:50)
2. "Transylvania" (6:16)
3. "The Eggs of Melancholy" (5:11)
4. "To the Memory of the Dark Countess" (5:56)
5. "Born Under the Masters Spell" (5:02)

## Fordítás
Ez a szócikk részben vagy egészben  a   Black Millenium (Grimly Reborn) című angol Wikipédia-szócikk fordításán alapul.  Az eredeti cikk szerkesztőit annak laptörténete sorolja fel. Ez a jelzés csupán a megfogalmazás eredetét és a szerzői jogokat jelzi, nem szolgál a cikkben szereplő információk forrásmegjelöléseként.